# 12504 Nuest
A 12504 Nuest (ideiglenes jelöléssel 1998 FS75) a Naprendszer kisbolygóövében található aszteroida. A LINEAR projekt keretében fedezték fel 1998. március 24-én.